# MTX タトラ V8

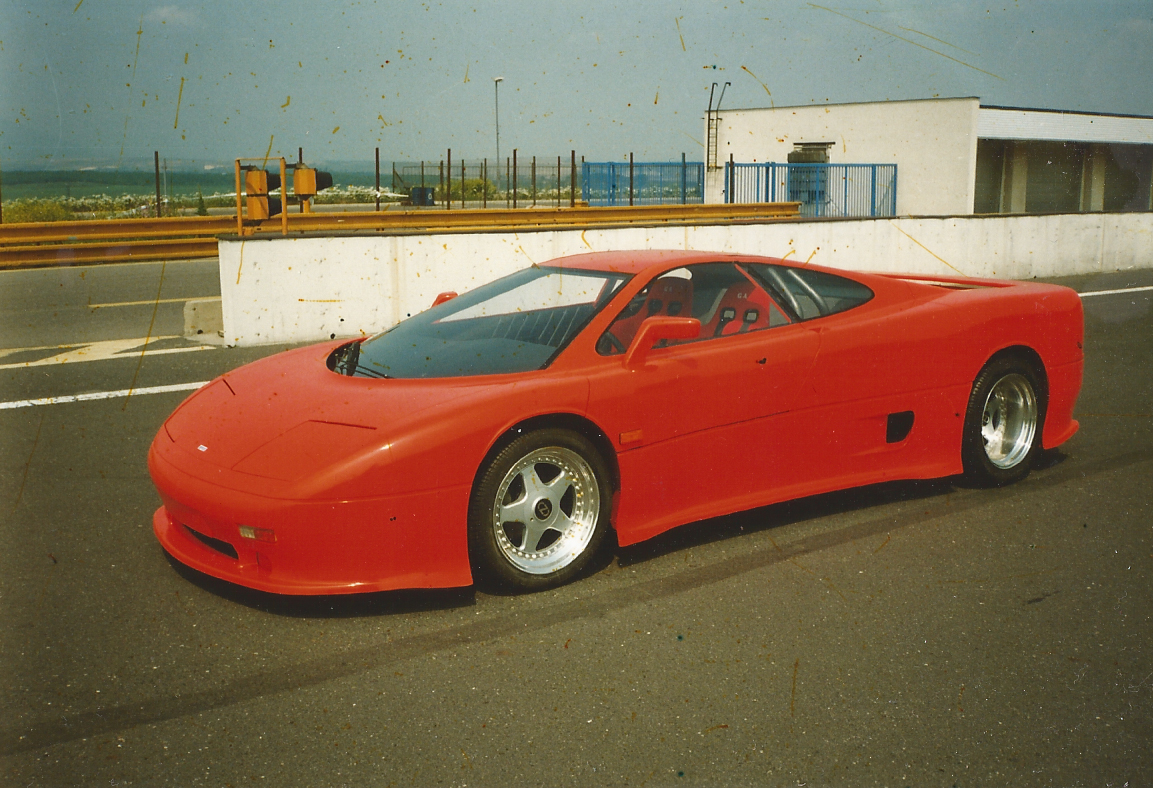
MTXタトラV8 -　最初の試作機

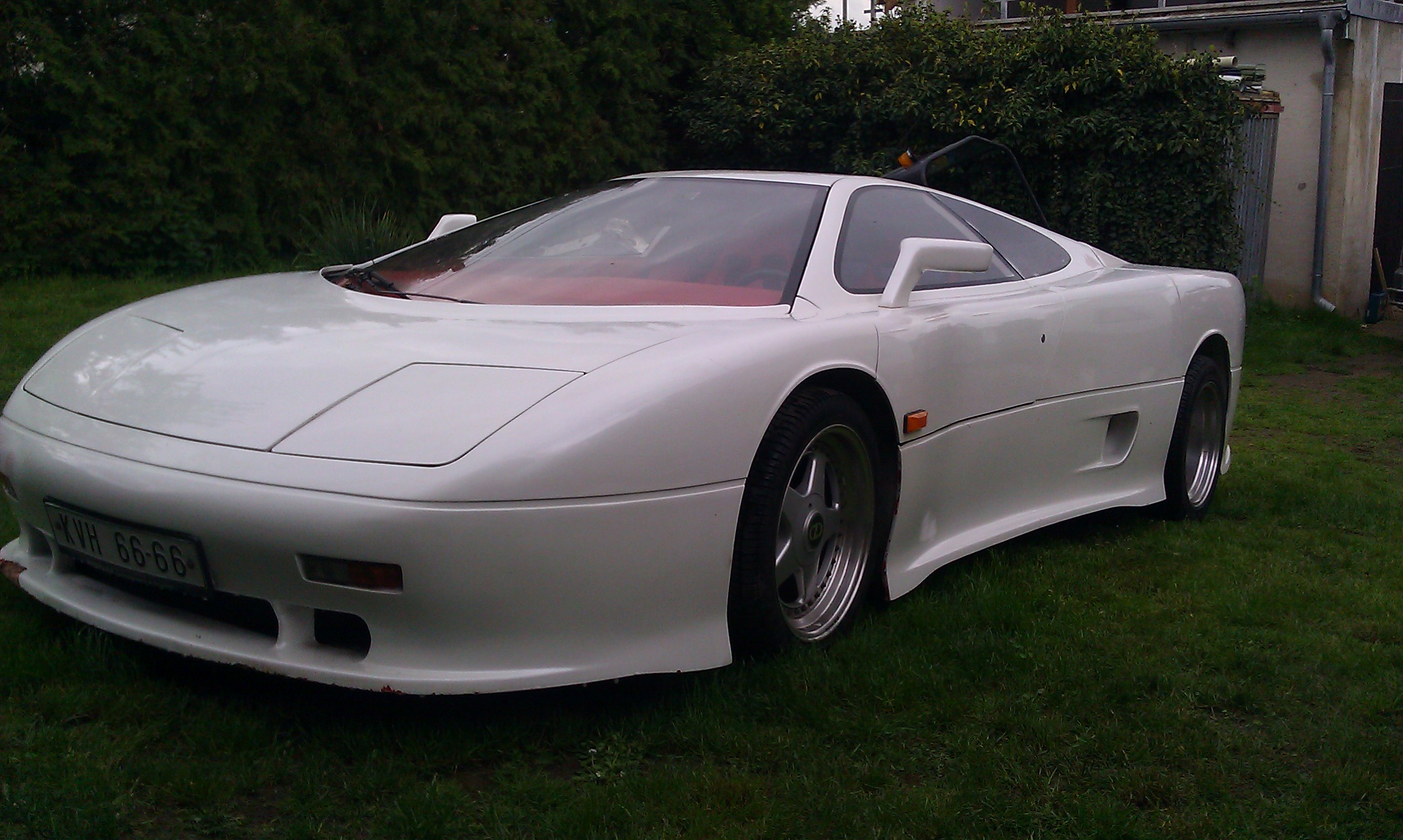
MTXタトラV8 - 二番目の試作機

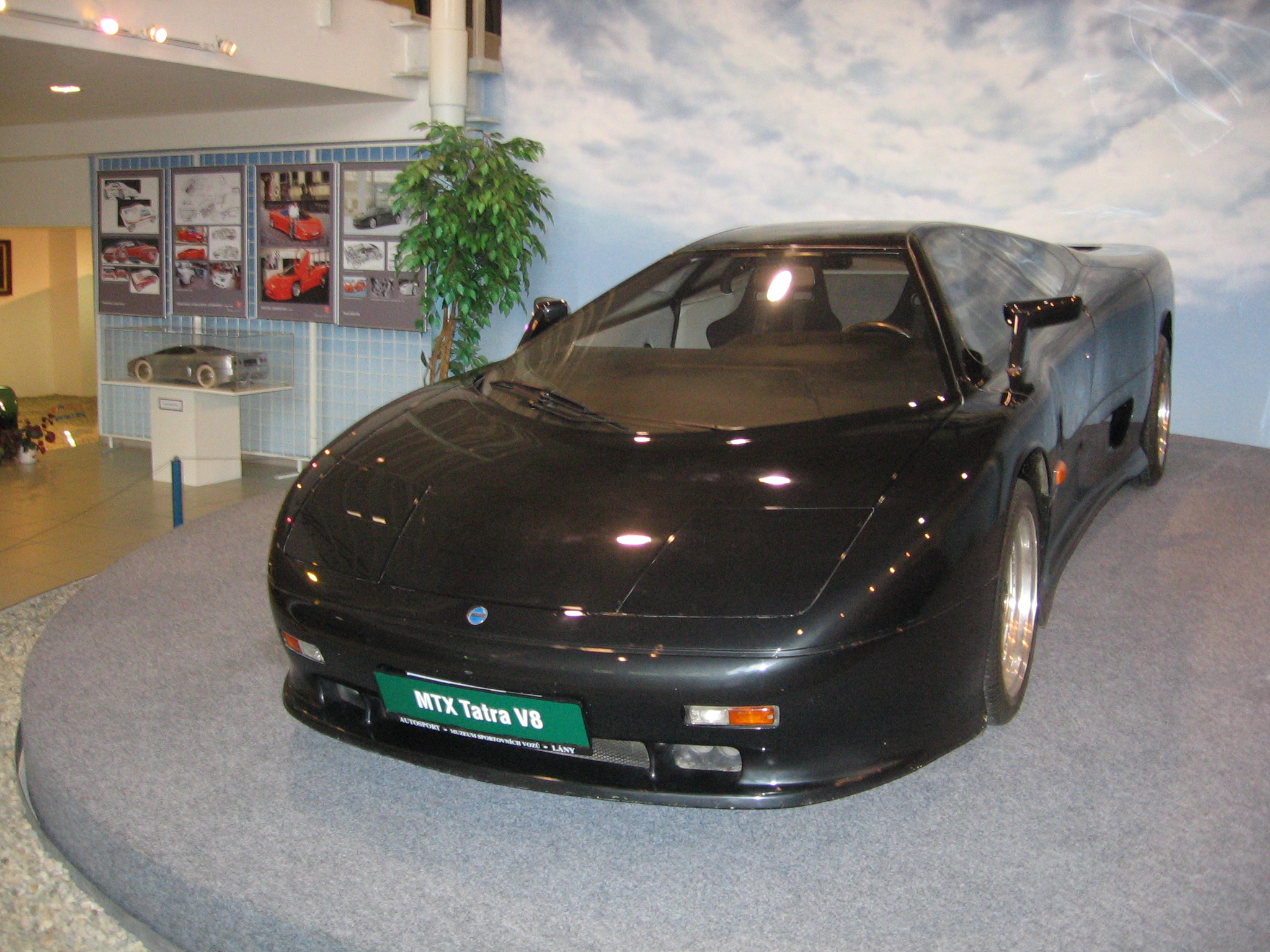
MTXタトラV8 - 三番目の試作機 (チェコ・レイニーのスポーツカーミュージアムに保存)

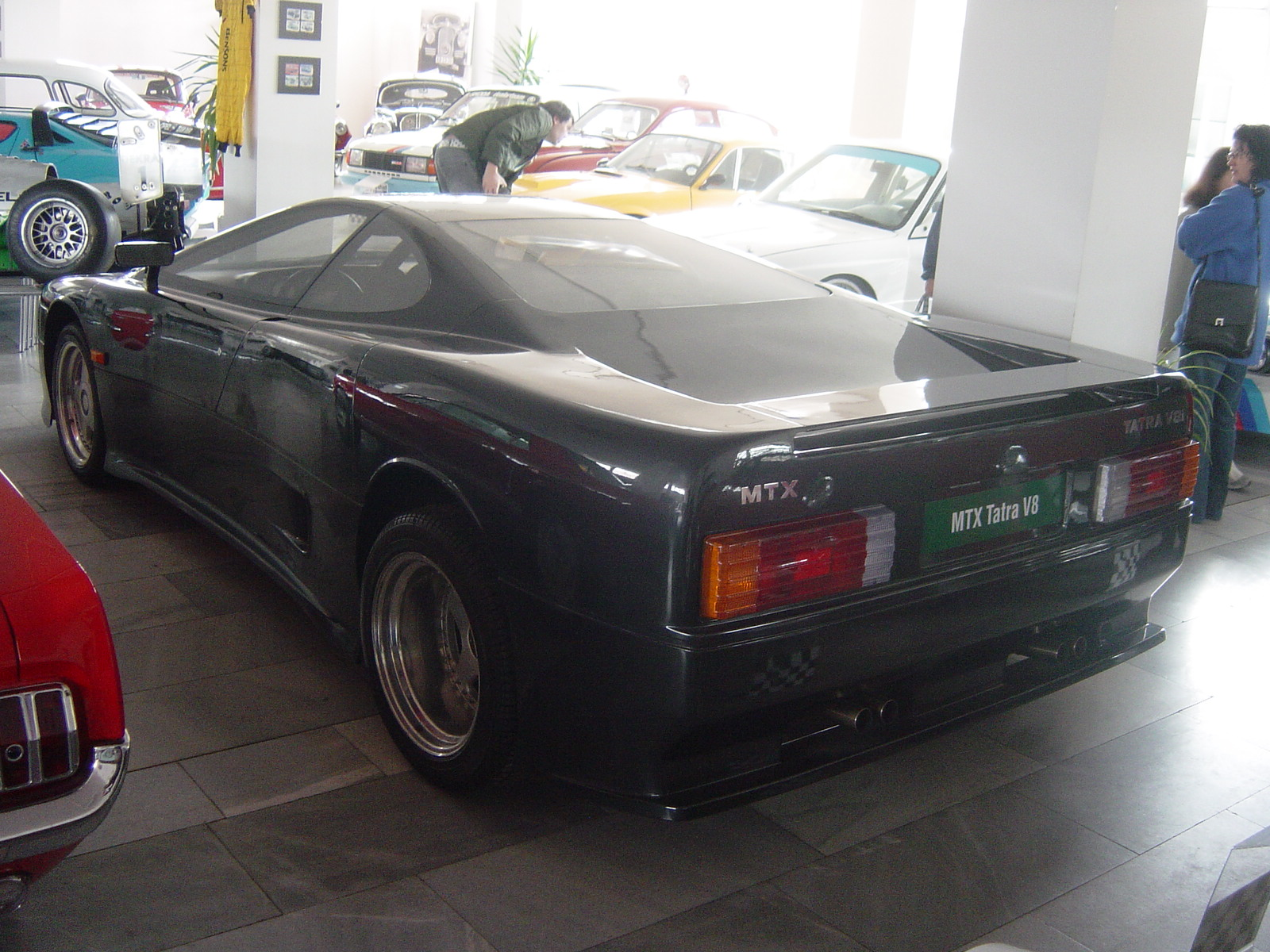
リア

メタレックスのMTXタトラV8は、1991年にMTXとタトラが共同で、当時チェコ最速の車として開発されたスーパースポーツカーである。
西ヨーロッパではメタレックスMTX V8 GT3900としても知られる。デザイナーはチェコのヴァーツラフ・クラール(Václav Král)
3.9L V8エンジンを搭載。出力は302馬力(306ps･225kw)(＠6500rpm)。ドアはシザーズドアで、リトラクタブルヘッドライトである。また0-100km/hは5.6秒、最高速度は265km/h(165mph)。
コプシブニツェ(Kopřivnice)のタトラポリゴンレース、モシュノフ(Mošnov)の空港、モスト(Most)のオートドロームでテストドライブを行った後、1991年10月、プラグのオートショーで一般公開。その後MTXは200台の注文を受け、100台限定として生産を始める。しかし工場が火災に見舞われ、生産は永久に終了した。
これまでに生産されたのは4台のみ。赤、白の1台ずつは一般のオーナー、黒の1台はレイニー(Lány)のスポーツカーミュージアムに保存されている。また最後の4台目はアメリカ合衆国にキットとして届けられたとのこと。2010年にはチェコのプラグで撮影されたアメリカ映画Runawayにこの車が登場している。監督はカーニー・ウエスト(Kanye West)

## スペック
- ホイールベース：2,400mm (94.5in)
- 全長：4,600mm (181.1in)
- 車重：1,350kg(2,976lb)
- タイヤ：純正ホイール、タイヤはそれぞれOZレーシング、ピレリ Pゼロ (フロント245/40 ZR-17、リア335/35 ZR-17)
- エンジン：タトラ623 (空冷V8 32v DOHC)
- 排気量：3,919cc (3.9L)
- 最高出力：215馬力 (160kw･218ps)(@6,000rpm)、インジェクションバージョンでは302馬力(306ps･225kw)(＠6500rpm)
- 最高速度：246km/h、インジェクションバージョンでは265km/h
- 0-100km/h(0-62mph)：6.2秒、インジェクションバージョンでは5.6秒

## 関連するリンク
- MTX Tatra V8 on youtube.com
- MTX Tatra V8 on askmen.com

Template:Tatra models